# Saint-Vincent-de-Salers
Pour les articles homonymes, voir Saint-Vincent.
Saint-Vincent-de-Salers est une commune française située dans le département du Cantal, en région Auvergne-Rhône-Alpes.

## Géographie

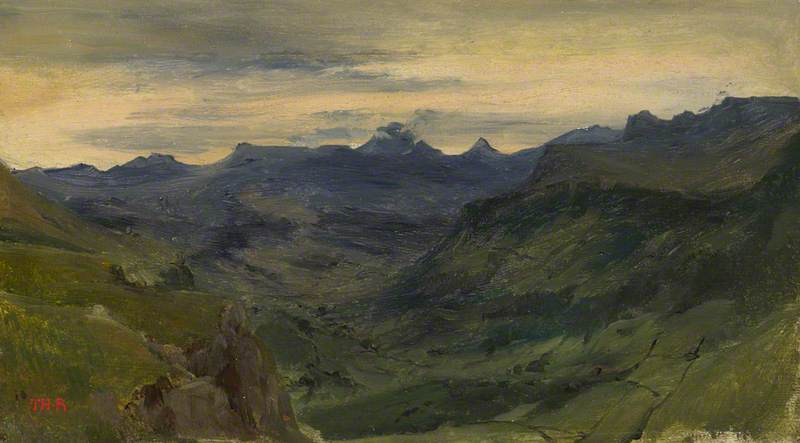
La Vallée de Saint-Vincent
Théodore Rousseau, 1830
National Gallery, Londres

Commune de la vallée du Mars arrosée par le Mars, dans le Cantal.
La vallée est représentée de manière très réaliste dans le tableau de Théodore Rousseau intitulé "la vallée de Saint-Vincent". L'un des principaux sommets du Cantal, le Puy Mary, est au centre, à sa gauche, se trouve le Pas de Peyrol, le Puy de la Tourte et en arrière plan le Puy de Peyre-Arse.  À droite après le petit sommet pointu  se trouve le Col du Redondet.
| Moussages          |                         | Trizac      |
|                    | Saint-Vincent de Salers |             |
| Anglards-de-Salers |                         | Le Vaulmier |

### Climat
Pour des articles plus généraux, voir Climat d'Auvergne-Rhône-Alpes et Climat du Cantal.
En 2010, le climat de la commune est de type climat de montagne, selon une étude du CNRS s'appuyant sur une série de données couvrant la période 1971-2000. En 2020, Météo-France publie une typologie des climats de la France métropolitaine dans laquelle la commune est exposée à un climat de montagne ou de marges de montagne et est dans la région climatique  Ouest et nord-ouest du Massif Central, caractérisée par une pluviométrie annuelle de 900 à 1 500 mm, maximale en automne et en hiver. 
Pour la période 1971-2000, la température annuelle moyenne est de 9,3 °C, avec une amplitude thermique annuelle de 15,2 °C. Le cumul annuel moyen de précipitations est de 1 724 mm, avec 15,3 jours de précipitations en janvier et 9,2 jours en juillet. Pour la période 1991-2020, la température moyenne annuelle observée sur la station météorologique de Météo-France la plus proche, « Riom-Montagnes »sur la commune de Riom-ès-Montagnes à 13 km à vol d'oiseau, est de 9,7 °C et le cumul annuel moyen de précipitations est de 1 221,4 mm,. Pour l'avenir, les paramètres climatiques de la commune estimés pour 2050 selon différents scénarios d'émission de gaz à effet de serre sont consultables sur un site dédié publié par Météo-France en novembre 2022.

## Urbanisme

### Typologie
Au 1er janvier 2024, Saint-Vincent-de-Salers est catégorisée commune rurale à habitat très dispersé, selon la nouvelle grille communale de densité à 7 niveaux définie par l'Insee en 2022.
Elle est située hors unité urbaine. Par ailleurs la commune fait partie de l'aire d'attraction de Mauriac, dont elle est une commune de la couronne,. Cette aire, qui regroupe 16 communes, est catégorisée dans les aires de moins de 50 000 habitants,.

### Occupation des sols
L'occupation des sols de la commune, telle qu'elle ressort de la base de données européenne d’occupation biophysique des sols Corine Land Cover (CLC), est marquée par l'importance des forêts et milieux semi-naturels (68,1 % en 2018), en augmentation par rapport à 1990 (64,3 %). La répartition détaillée en 2018 est la suivante : 
forêts (38 %), milieux à végétation arbustive et/ou herbacée (30,1 %), prairies (29,5 %), zones agricoles hétérogènes (2,4 %). L'évolution de l’occupation des sols de la commune et de ses infrastructures peut être observée sur les différentes représentations cartographiques du territoire : la carte de Cassini (XVIIIe siècle), la carte d'état-major (1820-1866) et les cartes ou photos aériennes de l'IGN pour la période actuelle (1950 à aujourd'hui).

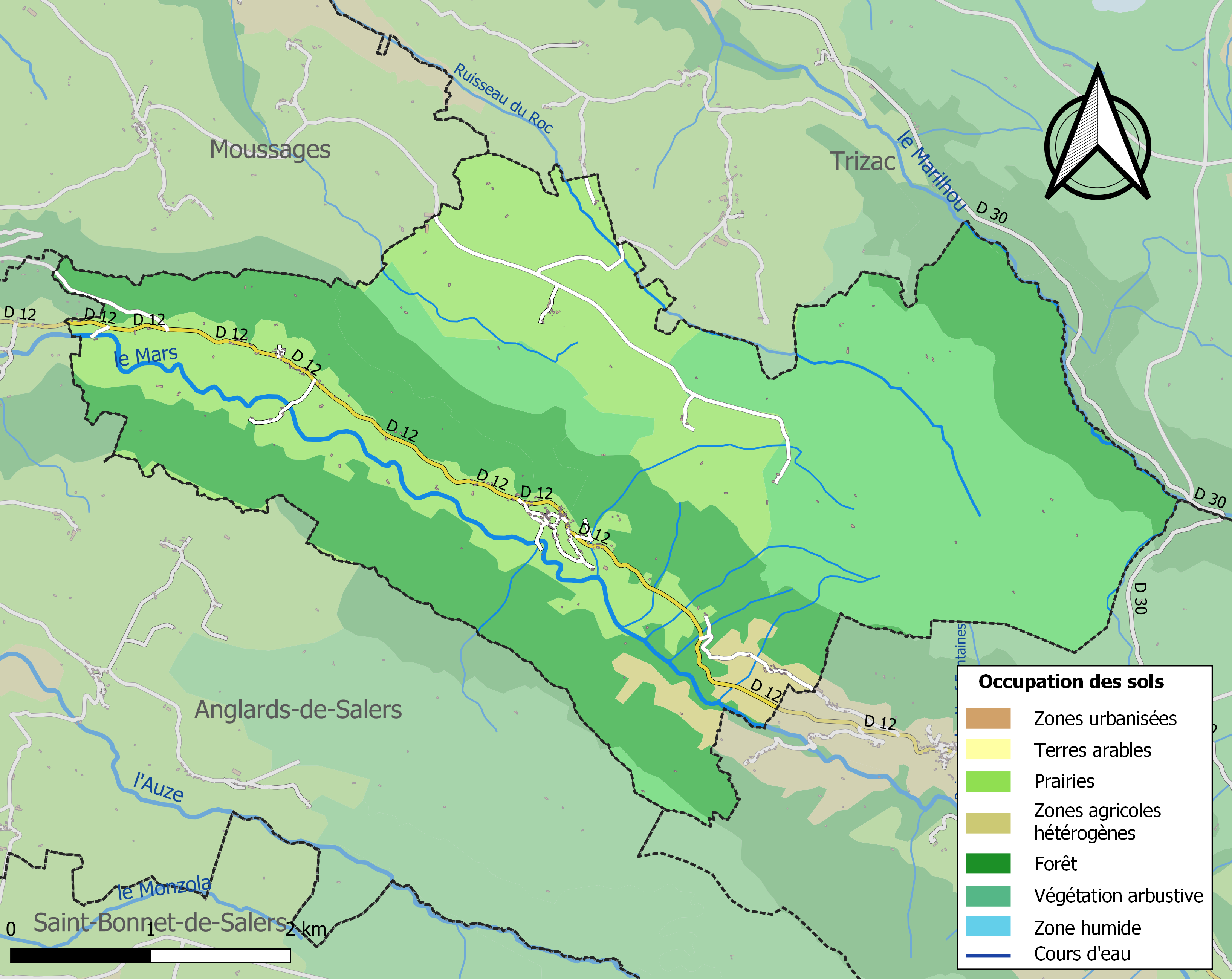
Carte des infrastructures et de l'occupation des sols de la commune en 2018 (CLC).

### Habitat et logement
En 2018, le nombre total de logements dans la commune était de 142, alors qu'il était de 143 en 2013 et de 140 en 2008.
Parmi ces logements, 27,7 % étaient des résidences principales, 60,4 % des résidences secondaires et 11,8 % des logements vacants. Ces logements étaient pour 91,7 % d'entre eux des maisons individuelles et pour 8,3 % des appartements.
Le tableau ci-dessous présente la typologie des logements à Saint-Vincent-de-Salers en 2018 en comparaison avec celle du Cantal et de la France entière. Une caractéristique marquante du parc de logements est ainsi une proportion de résidences secondaires et logements occasionnels (60,4 %) supérieure à celle du département (20,4 %) et à celle de la France entière (9,7 %). Concernant le statut d'occupation de ces logements, 75 % des habitants de la commune sont propriétaires de leur logement (69 % en 2013), contre 70,4 % pour le Cantal et 57,5 pour la France entière.
| Typologie                                               | Saint-Vincent-de-Salers | Cantal | France entière |
| ------------------------------------------------------- | ----------------------- | ------ | -------------- |
| Résidences principales (en %)                           | 27,7                    | 67,7   | 82,1           |
| Résidences secondaires et logements occasionnels (en %) | 60,4                    | 20,4   | 9,7            |
| Logements vacants (en %)                                | 11,8                    | 11,9   | 8,2            |

## Histoire
Au cours de la période révolutionnaire de la Convention nationale (1792-1795), la commune, alors nommée Saint-Vincent, a porté le nom de Mars, du nom de la rivière qui l'arrose.
En 1839, Le Vaulmier est érigée en commune par démembrement de Saint-Vincent.
Le nom de Saint-Vincent-de-Salers a été adopté en 1994.

## Politique et administration
| Période                                  | Période                         | Identité                          | Étiquette | Qualité              |
| ---------------------------------------- | ------------------------------- | --------------------------------- | --------- | -------------------- |
| Les données manquantes sont à compléter. |                                 |                                   |           |                      |
| 1792                                     | 1793                            | Galvain Lafarge                   |           | Notaire et Procureur |
| 1794                                     | 1794                            | Martin Conord                     |           |                      |
| 1794                                     | 1796                            | Étienne-Antoine Clary             |           |                      |
| 1796                                     | 1798                            | Georges Dolivier                  |           |                      |
| 1798                                     | 1800                            | Galvain Lafarge                   |           |                      |
| 1801                                     | 1815                            | Étienne-Antoine Clary             |           |                      |
| 1815                                     | 1830                            | Jean-Baptiste du Fayet de la Tour |           |                      |
| 1831                                     | 1836                            | Georges Dolivier                  |           |                      |
| 1839                                     | 1848                            | Jean-Baptiste du Fayet de la Tour |           |                      |
| 1848                                     | 1848                            | Antonin Ribes                     |           |                      |
| 1848                                     | 1878                            | Firmin du Fayet de la Tour        |           |                      |
| 1878                                     | 1888                            | Théodore de Scorailles            |           |                      |
| 1888                                     | 1893                            | Firmin du Fayet de la Tour        |           |                      |
| 1893                                     | 1896                            | Henri du Fayet de la Tour         |           |                      |
| 1896                                     | 1898                            | Joseph Lafarge                    |           |                      |
| 1898                                     | 1918                            | Henri Lafarge                     |           |                      |
| 1918                                     | 1919                            | Antoine Chabrier                  |           |                      |
| 1919                                     | 1935                            | Alexandre Sargès                  |           |                      |
| 1935                                     | 1945                            | Alexis Lafarge                    |           |                      |
| 1945                                     | 1947                            | Alphonse Meynial                  |           |                      |
| 1947                                     | 1965                            | Léon Espinasse                    |           |                      |
| 1965                                     | 1977                            | Henri Mathieu                     |           |                      |
| 1977                                     | 1983                            | Jacques du Fayet de la Tour       |           |                      |
| 1983                                     | 1989                            | Lucien Peyronnet                  |           |                      |
| 1989                                     | 2001                            | Jean Rodde                        |           |                      |
| 2001                                     | 2020                            | Jean Rodde                        | DVD       | Agriculteur retraité |
| 2020                                     | En cours (au 12 septembre 2020) | Gérard Chancel                    |           |                      |

## Démographie
L'évolution du nombre d'habitants est connue à travers les recensements de la population effectués dans la commune depuis 1793. Pour les communes de moins de 10 000 habitants, une enquête de recensement portant sur toute la population est réalisée tous les cinq ans, les populations de référence des années intermédiaires étant quant à elles estimées par interpolation ou extrapolation. Pour la commune, le premier recensement exhaustif entrant dans le cadre du nouveau dispositif a été réalisé en 2004.

En 2022, la commune comptait 70 habitants, en évolution de +6,06 % par rapport à 2016 (Cantal : −1,08 %, France hors Mayotte : +2,11 %).
| 1793  | 1800 | 1806  | 1821  | 1831  | 1836  | 1841 | 1846 | 1851 |
| ----- | ---- | ----- | ----- | ----- | ----- | ---- | ---- | ---- |
| 1 275 | 997  | 1 279 | 1 234 | 1 436 | 1 366 | 597  | 598  | 645  |

| 1856 | 1861 | 1866 | 1872 | 1876 | 1881 | 1886 | 1891 | 1896 |
| ---- | ---- | ---- | ---- | ---- | ---- | ---- | ---- | ---- |
| 621  | 585  | 580  | 591  | 585  | 571  | 551  | 553  | 556  |

| 1901 | 1906 | 1911 | 1921 | 1926 | 1931 | 1936 | 1946 | 1954 |
| ---- | ---- | ---- | ---- | ---- | ---- | ---- | ---- | ---- |
| 492  | 486  | 461  | 411  | 464  | 418  | 380  | 402  | 371  |

| 1962 | 1968 | 1975 | 1982 | 1990 | 1999 | 2004 | 2006 | 2009 |
| ---- | ---- | ---- | ---- | ---- | ---- | ---- | ---- | ---- |
| 352  | 299  | 217  | 168  | 127  | 108  | 90   | 89   | 74   |

| 2014 | 2019 | 2022 | - | - | - | - | - | - |
| ---- | ---- | ---- | - | - | - | - | - | - |
| 68   | 68   | 70   | - | - | - | - | - | - |

## Culture locale et patrimoine

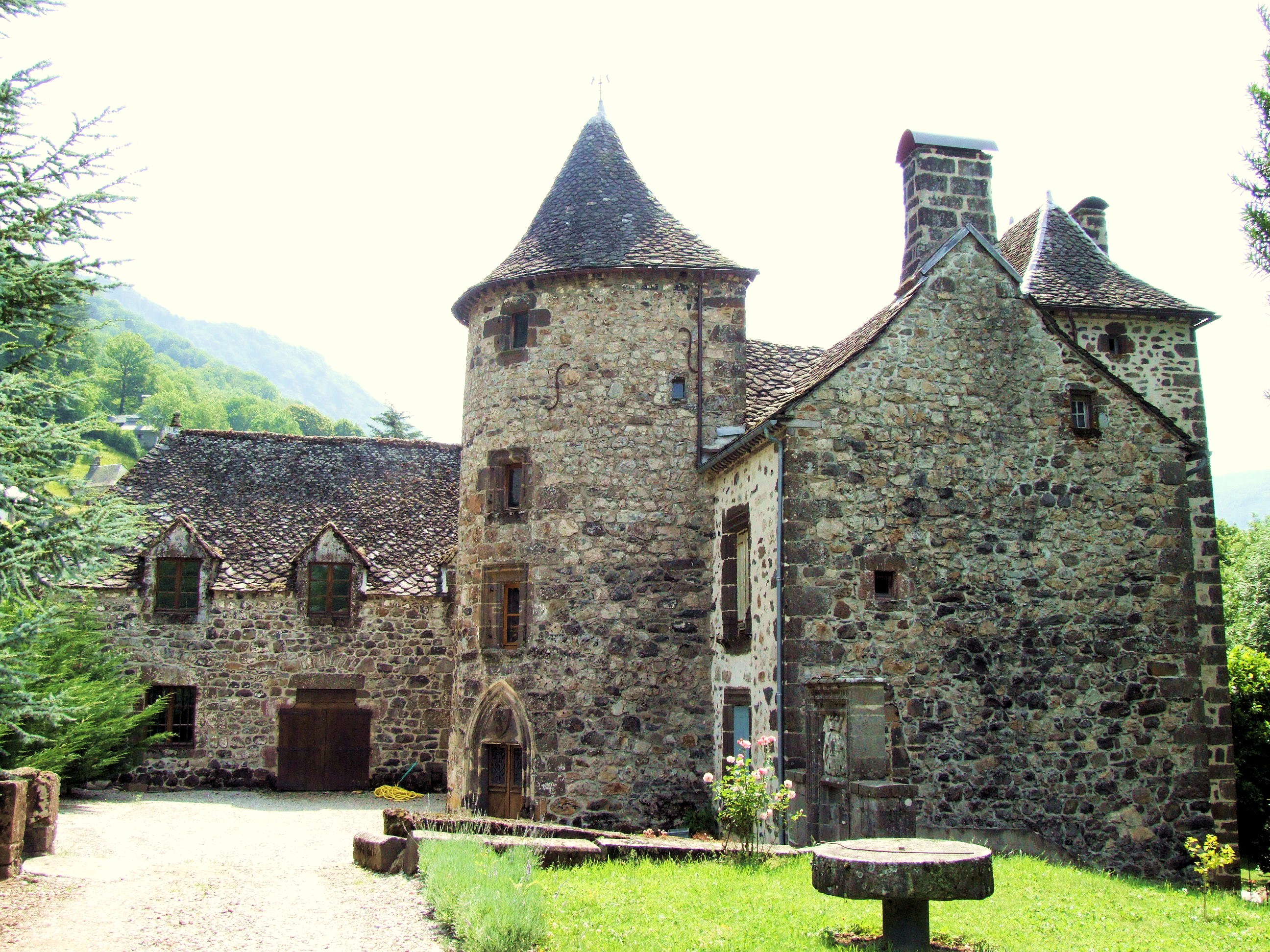
Château de la Borie.

### Lieux et monuments
- Église Saint-Vincent du XIIe siècle, avec des chapelles ajoutées au XVIe siècle[18].
- Château de la Borie, construit à partir du XVe siècle et terminé en 1685[19].
- Château de Chanterelle, du XVIIe siècle[20].
- Cases de Cotteughes.
- Pont Henri IV, du XVe siècle[21].

### Personnalités liées à la commune
- Henri du Fayet de La Tour né à Saint-Vincent le 16 avril 1855  et mort le 24 juin 1913 à Antony[22], est un numismate français.

- Louis Peuch né à Anglards de Salers le 2 mars 1859 et décédé à Saint-Vincent de Salers le 14 juin 1945 est un ancien président du Conseil général de la Seine (1918) et ancien président du Conseil municipal de Paris en 1922[23] et en 1940. Il a été conseiller municipal du quartier Sainte-Avoye sans interruption de 1908 à 1945[24],[25]